# Sertularella gayi
Sertularella gayi är en nässeldjursart som först beskrevs av Jean Vincent Félix Lamouroux 1821.  Sertularella gayi ingår i släktet Sertularella och familjen Sertulariidae. Arten är reproducerande i Sverige. Inga underarter finns listade i Catalogue of Life.